# Cantó de Livernon
El cantó de Livernon és un cantó francès del departament de l'Òlt, situat al districte de Fijac. Té 17 municipis i el cap és Livernon.

## Municipis
- Assièr
- Boçac
- Brengas
- Cambas
- Còrn
- Durbans
- Espanhac Sent Auglari
- Espedalhac
- Flaujac
- Gresas
- Aissets
- Livernon
- Quissac
- Relhac
- Rèirevinhas
- Sant Simon
- Sonac

## Història
| Data d'elecció                           | Identitat        | Partit | Qualitat |
| ---------------------------------------- | ---------------- | ------ | -------- |
| 1982-1988                                | Edmond Delfour   | PS     |          |
| 1988-                                    | Serge Despeyroux | PS     |          |
| les dades anteriors no són pas conegudes |                  |        |          |
|                                          |                  |        |          |

## Demografia
| 1962  | 1968  | 1975  | 1982  | 1990  | 1999  | 2006  |
| ----- | ----- | ----- | ----- | ----- | ----- | ----- |
| 2.975 | 3.272 | 2.931 | 3.048 | 3.055 | 3.323 | 3.799 |